# Пфефферпоттхаст
Пфе́фферпоттхаст (нем. Pfefferpotthast — букв. «перченая говядина в горшке» или «говяжье рагу в горшке») — немецкое блюдо, традиционное в вестфальской кухне. Разновидность говяжьего рагу или сиве. Первое письменное упоминание пфефферпоттхаста относится к 1378 году в Дортмунде в сочинении о местной горожанке Агнесе фон дер Фирбекке. В Дортмунде на Старорыночной площади осенью проводится фестиваль пфефферпоттхаста.
Говядину для пфефферпоттхаста сначала хорошо обжаривают в смальце, а затем тушат в равных порциях с луком, приправив лавровым листом и гвоздикой. Когда мясо и лук разварятся на отдельные волокна, пфефферпоттхаст перчат, добавляют каперсы и лимонный сок и загущают панировочными сухарями. Летом пфефферпоттхаст подают с отварным картофелем и овощным салатом, зимой — с маринованными огурцами и свёклой.